# Antonio Abetti
Pour les articles homonymes, voir Abetti.
 (octobre 2015).
Si vous disposez d'ouvrages ou d'articles de référence ou si vous connaissez des sites web de qualité traitant du thème abordé ici, merci de compléter l'article en donnant les références utiles à sa vérifiabilité et en les liant à la section « Notes et références ».
Antonio Abetti, né le 19 juin 1846 à San Pietro di Gorizia (en Italie, actuellement Šempeter pri Gorici en Slovénie) - mort le 20 février 1928 à Florence, est un astronome et physicien italien.

## Biographie
Antonio Abetti fut diplômé de mathématiques à l'université de Padoue. Plus tard, il devint directeur de l'Osservatorio Astrofisico di Arcetri et professeur à l'université de Florence. En 1874 il fit partie d'une expédition menée par Pietro Tacchini pour observer un transit de Vénus avec un spectroscope. Il fut membre de l'Accademia dei Lincei et de la Royal Astronomical Society.
Le cratère Abetti sur la Lune et l'astéroïde (2646) Abetti ont été nommés ainsi en son honneur et en l'honneur de son fils Giorgio Abetti.